# Anton Jegorowitsch von Salza

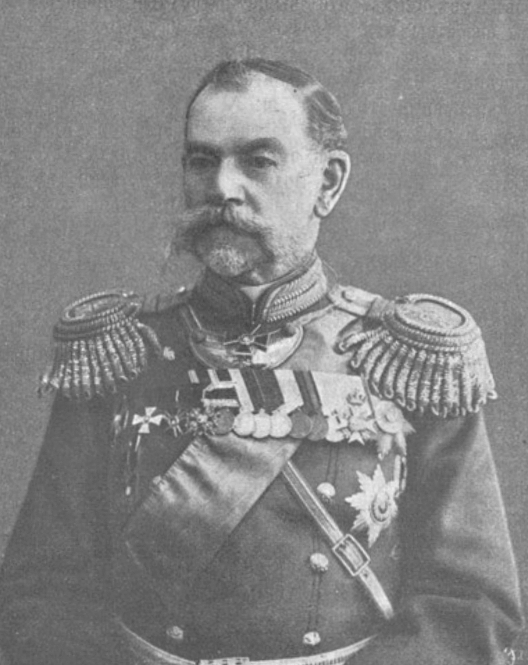
Anton Jegorowitsch von Salza (1912)

Baron Anton Jegorowitsch von Salza (russisch Антон Егорович Зальца; * 22. Oktober 1843 in Luga; † 9. März 1916 in Petrograd) war ein kaiserlich-russischer General der Infanterie, unter anderem Oberbefehlshaber der russischen 4. Armee und Befehlshaber des Kasaner Militärbezirks.
Er stammte aus dem baltendeutschen Zweig der Adelsfamilie Salza, deren Name sich von der gleichnamigen deutschen Ortschaft ableitet, heute bekannt als Bad Langensalza.

## Biografie
Geboren wurde er 1843 in der Familie von Oberst Georg Reinhold Frommhold von Salza (1795–1874) und Alexandra, geb. Brosina. Nach dem Abschluss der Garde-Kadetten-Schule im Jahr 1862 wurde Anton von Salza am 13. Juni 1862 zum ersten Offiziers-Dienstgrad, zum Unterleutnant ernannt und in das kaiserliche Infanterie-Familienschutzbataillon versetzt. Als Offizier dieses Bataillons nahm er an der Unterdrückung des polnischen Aufstand von 1863 teil. Dafür wurde er ausgezeichnet mit dem St.-Stanislaus-Orden 3. Klasse mit Schwertern und Bogen und dem Orden der Heiligen Anna 4. Klasse mit der Aufschrift „Für Tapferkeit“. Dann durchlief Anton von Salza nacheinander die weiteren Offiziersdienstgrade, die des Leutnants (30. August 1867), des Stabs-Hauptmanns (20. April 1869 – heute Oberleutnant) und des Hauptmanns (30. August 1874). In dieser Zeit erhielt er 1873 den Orden der Heiligen Anna 3. Klasse.
Anton von Salza stand ab dem 18. Dezember 1876 dem Oberbefehlshaber der kaukasischen Armee, Großfürst Michail Nikolajewitsch zur Verfügung. Er nahm am Krieg mit der Türkei 1877/78 teil und erhielt den Orden des St. Georg 4. Grades als Gegenleistung für seinen persönlichen Beitrag zum Kampf gegen die Osmanen am 1. Januar 1878. Er hatte als (zeitweiliger) Kommando-Inhaber über das 1. Schützen-Bataillon Seiner Kaiserlichen Hoheit, Großfürst Michail Nikolajewitsch, den Berg Aji-Alma genommen und die eingenommene Stellung gehalten. Dies gelang ihm durch persönlichen Einsatz und Vorbild, nach dreimaligem Angriff auf einen zahlenmäßig stärkeren Feind.
Infolge des militärischen Erfolgs im russisch-türkischen Krieg erhielt Salza den Rang eines Oberstleutnants (4. Februar 1879), eine goldene Waffe mit der Aufschrift „Für Tapferkeit“ (1877) und den St.-Stanislaus-Orden 2. Klasse (1878) mit Schwertern und Bogen und den Orden des Heiligen Wladimir 4. Grades mit Schwertern und Bogen (1878). 1878 wurde Salza zunächst Adjutant des Großherzogs Michail Nikolajewitsch und am 4. Februar 1879 zum Kommandeur des 1. kaukasischen Schützenbataillons ernannt. Salza wurde am 15. Oktober 1881 zum Oberst befördert und 1883 mit dem Orden St.-Anna 2. Grades ausgezeichnet sowie 1888 mit dem Orden des Heiligen Wladimir 3. Klasse.
Am 19. Juli 1889 erhielt Salza das Kommando über das 80. kabardische Infanterieregiment, das er bis zum 8. März 1895 befehligte. Zum Generalmajor wurde Salza am 1. November 1898 ernannt und wurde zum Kommandeur der Kaukasischen einheimischen Schützenbrigade. In dieser Funktion erhielt er den Orden des hl. Stanislaus 1. Grades (1898).
Am 14. April 1902 wurde er zum Generalleutnant befördert und zum Kommandeur der 24. Infanteriedivision (I. Armee-Korps), Stab Pskow, ernannt. Von 14. April 1904 bis 1. August 1905 befehligte er die 1. Garde Infanteriedivision (Garde-Korps), Stab St. Petersburg. Am 1. August 1905 wurde Generalleutnant Salza Kommandierender General des XXII. Armeekorps, mit dem Generalkommando in Helsingsfors (heute Helsinki) und blieb bis zum 9. November 1906.
Von 9. November 1906 bis 11. März 1908 befehligte er das I. Armeekorps, Generalkommando in St. Petersburg. Am 13. April 1908 wurde er zum General der Infanterie befördert und am 8. Juni zum stellvertretenden Befehlshaber des Kiewer Militärbezirks ernannt. Ab 7. Februar 1911 bis 19. Juli 1914 befehligte von Salza als dessen Befehlshaber die Truppen des Kasaner Militärbezirks.
Mit dem Ausbruch des Ersten Weltkriegs wurde mit den Truppen des Kasaner Militärbezirks das Armee-Oberkommando der 4. Armee gebildet und der 70-jährige General der Infanterie Anton von Salza zum Oberbefehlshaber der Armee ernannt.
Zu Beginn der Kämpfe um Lemberg in Ostgalizien wurde die 4. Armee unter Salzas Kommando in der Schlacht bei Krasnik (23. bis 25. August 1914) durch die 1. österreich-ungarische Armee unter General Viktor Dankl besiegt. Salza wurde noch während der Schlacht mit sofortiger Wirkung von seinem Kommando entbunden und durch Alexei Jermolajewitsch Ewert ersetzt. Er kam zurück auf die Position des Befehlshabers des Militärbezirks Kasan und wurde zum Mitglied des Alexander-Komitees für die Verwundeten ernannt. Ab dem 8. November 1914 war Salza Kommandant der Peter-und-Paul-Festung in St. Petersburg und wurde am 6. Dezember mit dem Alexander-Newski-Orden ausgezeichnet.
Anton von Salza starb am 9. März 1916. Der Ort seiner Beisetzung ist unbekannt.